# Envis som synden
Envis som synden är en amerikansk film från 1939 i regi av Henry Koster. Filmen var uppföljare till Flickorna gör slag i saken från 1936, som hade samma regissör och de flesta skådespelarna återvände i sina roller i denna film.

## Handling
Penny hoppas att livet ska bli bättre nu när hennes föräldrar har återförenats. Problem uppstår dock då hennes ena syster Kay faller för andra systern Joans fästman.

## Rollista
- Deanna Durbin - Penny Craig
- Charles Winninger - Judson Craig
- Nan Grey - Joan Craig
- Helen Parrish - Kay Craig
- Robert Cummings - Harry
- William Lundigan - Richard Watkins
- Ernest Cossart - Binns, butler
- Nella Walker - Dorothy Craig
- Felix Bressart - musiklärare